# 148 Gallia
148 Gallia är en asteroid upptäckt 7 augusti 1875 av astronomen Prosper Henry i Paris. Asteroiden har fått sitt namn efter det latinska namnet på Gallien.
Den tillhör och har givit namn åt asteroidgruppen Gallia.